# Robert Gambill
Robert Gambill (* 31. März 1955 in Indianapolis, USA) ist ein US-amerikanischer Opernsänger (Heldentenor).

## Leben
Im Jahr 1973 begann Robert Gambill zunächst an der Purdue University, West Lafayette, Indiana, Mathematik zu studieren und kam 1976 als Austauschstudent an die Universität Hamburg. Dort studierte er Germanistik sowie Gesang an der Hochschule für Musik und Theater Hamburg bei Hans Kagel.
Bereits als 25-Jähriger debütierte er an der Mailänder Scala in der Hauptrolle des „Michael“ in Karlheinz Stockhausens Welturaufführung von Donnerstag aus Licht unter der Regie von Luca Ronconi.
Von 1984 bis 1987 sang er im Ensemble des Opernhauses Zürich das lyrische Belcanto-Fach und die großen Mozart-Partien. Zu seinem Repertoire gehörten Don Ottavio in Don Giovanni, Tamino in der Zauberflöte genauso wie Fenton in den Lustigen Weibern von Windsor oder der Graf Almaviva im Barbier von Sevilla. 1987 feierte er seinen internationalen Durchbruch in Rossinis L’Italiana in Algeri in der Zürcher Produktion von Michael Hampe. Es folgten Auftritte an großen europäischen Häusern sowie in Übersee, darunter die Wiener Staatsoper, das Royal Opera House Covent Garden in London, die Metropolitan Opera in New York, die Pariser Oper, die Deutsche Oper Berlin, das Teatro Colón in Buenos Aires sowie die Festspiele in Glyndebourne und Aix-en-Provence.
1995 wechselte Robert Gambill unter der Betreuung von Irmgard Hartmann-Dressler (1924–2013) in das schwere deutsche Fach. In der Rolle des Malers in Bergs Lulu bei den Salzburger Festspielen oder als Narraboth in Strauss’ Salome in Stuttgart und London machte er schnell auf sich aufmerksam. Bald erlangte er als Heldentenor internationale Anerkennung. Zu seinen Partien gehören unter anderem Tannhäuser, Tristan, Siegmund und Parsifal. Mit Dirigenten wie Riccardo Muti, Daniel Barenboim, Claudio Abbado, Wolfgang Sawallisch, Giuseppe Sinopoli, Simon Rattle oder Zubin Mehta sang er die Heldentenorpartien u. a. an den Opernhäusern in New York, London, Paris, San Francisco, Chicago, Berlin, München, Wien, Mailand sowie in der Carnegie Hall und bei den Festspielen in Salzburg (Ostern und Sommer), Aix-en-Provence, Tanglewood und Glyndebourne.
Robert Gambill ist einer der wenigen Tenöre, die es sowohl im lyrischen Belcanto-Fach als auch als Heldentenor zu einer international bedeutenden Karriere gebracht haben.
Besonders erwähnt seien:
- Tannhäuser 1999 an der Berliner Staatsoper unter der Leitung von Daniel Barenboim und der Regie von Harry Kupfer
- Tristan und Isolde 2003 beim Glyndebourne Festival unter der Leitung von Jiří Bělohlávek und in einer Inszenierung von Nikolaus Lehnhoff
- Parsifal 2004 mit den Berliner Philharmonikern unter der Leitung von Claudio Abbado
- Peter Grimes 2005 bei den Salzburger Osterfestspielen unter der Leitung von Sir Simon Rattle und der Regie von Trevor Nunn

## Professur
2006 wurde er an die Universität der Künste Berlin als ordentlicher Professor berufen.

## Diskografie

### LP/CD
- Donnerstag aus Licht, Stockhausen, DGG 1979
- Stabat Mater, Gioachino Rossini, Catherine Malfitano, Agnes Baltsa, Robert Gambill, Gwynne Howell; Riccardo Muti, EMI 1981
- Acis und Galatea, Händel/Mozart, Edith Mathis, Anthony Rolf Johnson, Robert Gambill, Robert Lloyd: Peter Schreier, Orfeo 1982
- Manon Lescaut, Giacomo Puccini, Mirella Freni, Plácido Domingo, Renato Bruson, Kurt Rydl, Robert Gambill: Giuseppe Sinopoli, DGG 1984
- Der Messias, Georg Friedrich Händel, Lucia Popp, Brigitte Fassbender, Robert Gambill, Robert Holl: Neville Marriner, EMI 1984
- Les Ballets Russe, Vol. 6, Igor Stravinsky, „Pulcinella“, Arleen Augér, Robert Gambill, Gerolf Scheder: Christopher Hogwood, Hänssler Classic 1985
- Paradis und die Peri, Robert Schumann, Edith Wiens, Ann Gjevang, Robert Gambill: Armin Jordan, ERATO 1988
- Fierrabras, Franz Schubert, Robert Holl, Karita Mattila, Thomas Hampson, Laszlo Polgar, Josef Protschka, Cheryl Studer: Claudio Abbado, DGG 1988
- Les Pèlerins de la Mecque, Christoph Willibald Gluck, Robert Gambill, Julie Kaufmann, Iris Vermillion, Ulrich Ress, Jan-Hendrik Rootering: Leopold Hager, ORFEO 1991
- Die Entführung aus dem Serail, W.A. Mozart, Cheryl Studer, Elzieta Szmytka, Kurt Streit, Robert Gambill, Günther Missenhardt: Bruno Weil, SONY 1992
- Messa di Gloria, Gioachino Rossini, Anna Caterina Antonacci, Bernadette Manca Di Nissa, Francisco Araiza, Robert Gambill, Pietro Spagnoli: Salvatore Accardo, RICCORDI, 1992
- Die Frau ohne Schatten, Richard Strauss, Hildegard Behrens, Plâcido Domingo, Julia Varady, José van Dam: Georg Solti, Decca, 1992
- Die Jahreszeiten, Joseph Haydn, Ruth Ziesak, Robert Gambill, Alfred Muff: Wolfgang Sawallisch, Hänssler Classic 1994
- Cleopatra & Cesare, Carl Heinrich Graun, Janet Williams, Iris Vermillion, Lynne Dawson, Robert Gambill, Ralf Papkin, Jeffrey Francis: René Jacobs, Harmonia Mundi, 1996
- Fieber, Franz Lehár, Robert Gambill: Klauspeter Seibel, CPO 1996
- Moses, Max Bruch, Michael Volle, Robert Gambill: Claus Peter Flor, ORFEO 1999
- Die Walküre, Richard Wagner, Robert Gambill, Angela Denoke, Attila Jung, Renate Behle, Ticina Vaughn, Jan-Hendrik Rootering: Lothar Zagrosek, Naxos 2003
- The Nine Symphonies, Ludwig van Beethoven, „Symphony No. 9“, Soile Isokoski, Rosemarie Lang, Robert Gambill, Renè Pape: Daniel Barenboim, TELDEC 2004
- Sinfonie Nr. 8, Gustav Mahler, Sylvia Greenberg, Lynne Dawson, Robert Gambill, Detlef Roth, Jan-Hendrik Rootering: Kent Nagano, Harmonia Mundi 2005
- Idomeneo, W. A. Mozart / Richard Strauss Fassung, Robert Gambill, Britta Stallmeister, Camilla Nylund, Iris Vermillion: Fabio Luisi, Orfeo 2007

### DVD
- L’italiana in Algeri, Gioachino Rossini, Günther von Kannen, Nuccia Focile, Robert Gambill, Doris Soffel, Enric Serra: Ralf Weikert/Michael Hampe, ARTHAUS 1987
- L’occasione fa il ladro, Gioachino Rossini, Susan Patterson, Robert Gambill, Natale de Carolis, Monica Bacelli: Gianluigi Gelmetti/Michael Hampe, EUROARTS 1992
- Salome, Richard Strauss, Catherine Malfitano, Bryn Terfel, Kenneth Riegel, Anja Silja, Robert Gambill: Christoph von Dohnányi/Luc Bondy, DECCA 1997
- Die Walküre, Richard Wagner, Robert Gambill, Angela Denoke, Attila Jun, Renate Behle, Tichina Vaughn, Jan-Hendrik Rootering: Lothar Zagrosek/Christoph Nel, EUROARTS 2003
- Tristan und Isolde, Richard Wagner, Nina Stemme, Robert Gambill, Katarina Karnéus, Bo Skovhus, René Pape: Jirí Belohlávek/Nikolaus Lehnhoff, OPUSARTE, 2008
- Die Walküre, Richard Wagner, Robert Gambill, Eva-Maria Westbroek, Mikhail Petrenko, Eva Johansson, Lilli Paasikivi, Willard White: Simon Rattle/Stéphane Braunschweig, BELAIR CLASSIQUES 2008
- Tannhäuser, Richard Wagner, Robert Gambill, Camilla Nylund, Waltraud Meier, Roman Trekel, Stephen Milling: Philippe Jordan/Nikolaus Lehnhoff, ARTHAUS 2008
- Elektra, Richard Strauss, Iréne Theorin, Waltraud Meier, Eva-Maria Westbroek, Robert Gambill, René Pape: Daniele Gatti/Nikolaus Lehnhoff, ARTHAUS 2010